# Andromachos (Tauromenion)
Andromachos (altgriechisch Ἀνδρόμαχος) war in der Mitte des 4. Jahrhunderts v. Chr. der Herrscher der an der Ostküste Siziliens gelegenen Stadt Tauromenion (heute Taormina) und Vater des Historikers Timaios.
Andromachos gründete Tauromenion neu, besiedelte die Stadt 358 v. Chr. mit vom Tyrannen Dionysios II. von Syrakus vertriebenen Naxiern und führte seitdem dort die Regierung. Er verhalf der Stadt rasch zu einer mächtigen Stellung und soll sehr gemäßigt geherrscht haben, so dass er als der Beste unter den damaligen sizilischen Machthabern eingestuft wurde. Um 350 v. Chr. wurde er Vater des späteren Historikers Timaios. Er nahm Timoleon bei dessen Eintreffen in Sizilien 344 v. Chr. freundlich auf, wies eine Drohbotschaft der Karthager höhnisch ab und unterstützte Timoleons Feldzug gegen Dionysios.